# Biddy Jenkinson
 (février 2021).
La mise en forme du texte ne suit pas les recommandations de Wikipédia : il faut le « wikifier ».
Les points d'amélioration suivants sont les cas les plus fréquents. Le détail des points à revoir est peut-être précisé sur la page de discussion.
- Les titres sont pré-formatés par le logiciel. Ils ne sont ni en capitales, ni en gras.
- Le texte ne doit pas être écrit en capitales (les noms de famille non plus), ni en gras, ni en italique, ni en « petit »…
- Le gras n'est utilisé que pour surligner le titre de l'article dans l'introduction, une seule fois.
- L'italique est rarement utilisé : mots en langue étrangère, titres d'œuvres, noms de bateaux, etc.
- Les citations ne sont pas en italique mais en corps de texte normal. Elles sont entourées par des guillemets français : « et ».
- Les listes à puces sont à éviter, des paragraphes rédigés étant largement préférés. Les tableaux sont à réserver à la présentation de données structurées (résultats, etc.).
- Les appels de note de bas de page (petits chiffres en exposant, introduits par l'outil «  Source ») sont à placer entre la fin de phrase et le point final[comme ça].
- Les liens internes (vers d'autres articles de Wikipédia) sont à choisir avec parcimonie. Créez des liens vers des articles approfondissant le sujet. Les termes génériques sans rapport avec le sujet sont à éviter, ainsi que les répétitions de liens vers un même terme.
- Les liens externes sont à placer uniquement dans une section « Liens externes », à la fin de l'article. Ces liens sont à choisir avec parcimonie suivant les règles définies. Si un lien sert de source à l'article, son insertion dans le texte est à faire par les notes de bas de page.
- La présentation des références doit suivre les conventions bibliographiques. Il est recommandé d'utiliser les modèles {{Ouvrage}}, {{Chapitre}}, {{Article}}, {{Lien web}} et/ou {{Bibliographie}}. Le mode d'édition visuel peut mettre en forme automatiquement les références.
- Insérer une infobox (cadre d'informations à droite) n'est pas obligatoire pour parachever la mise en page.

Pour une aide détaillée, merci de consulter Aide:Wikification.
Si vous pensez que ces points ont été résolus, vous pouvez retirer ce bandeau et améliorer la mise en forme d'un autre article.
Biddy Jenkinson, nom de plume de Máire Ní Aodh, née en 1949 à Dublin, est une écrivaine irlandaise.

## Biographie
Diplômée de l'University College Cork, Biddy Jenkinson est l'autrice d'un œuvre hétérogène se composant de plusieurs recueils de poésie et de nouvelles, d’œuvres de fiction en prose et de pièces de théâtre, ainsi que de textes pour la jeunesse.
Passionnée de la tradition littéraire pluriséculaire qui existe en langue irlandaise, Biddy Jenkinson a fait le choix d'écrire tous ses textes dans cette langue et elle se déclare opposée à ce qu'elle qualifie comme étant l'exigence « que tout ce qui s'écrit en irlandais soit traduit immédiatement vers l'anglais ». Aussi ne permet-elle pas que ses propres textes poétiques soient traduits vers l'anglais, choix qu'elle explique comme « un petit geste impoli à l'intention de ceux qui croient à la possibilité de tout moissonner et de tout engranger dans une Irlande exclusivement anglophone sans rien en perdre ».
Il a été dit à son propos qu'elle cherche dans son écriture à exprimer quelque chose du caractère sacré de la nature ainsi que le rôle privilégié joué par les femmes dans sa préservation. L'écriture de Jenkinson a été louée pour la passion et l'humour dont ses textes font souvent preuve, ainsi que pour cette variété formelle qui en est l'un des traits marquants.
Jenkinson fut rédactrice en chef de la revue littéraire irlandaise Éigse Éireann/Poetry Ireland Review pendant les années 2000 - 2001.

## Œuvres littéraires

### Poésie
- Sceilg na Scál (Coiscéim, 2017)
- TáinRith (Coiscéim, 2013)
- Oíche Bhealtaine (Coiscéim, 2005)
- Mis (Coiscéim, 2001)
- Rogha dánta, anthologie éditée par Siobhán Ní Fhoghlú et Seán Ó Tuama (Cork University Press, 1999)
- Amhras Neimhe (Coiscéim, 1997)
- Dán na hUidhre (Coiscéim, 1991)
- Uiscí Beatha (Coiscéim, 1988)
- Baisteadh Gintlí (Coiscéim, 1986)

### Nouvelles et romans
- Duinnín - Bleachtaire - Ar An Sceilg (Coiscéim, 2011)
- An tAthair Pádraig Ó Duinnín - Bleachtaire (Coiscéim, 2008)
- An Grá Riabhach - Gáirscéalta  (Coiscéim, 2000)

### Théâtre
- Mise, Subhó agus Maccó (Cló Iar-Chonnacht, 2000)
- Oh, Rahjerum! (Coiscéim, 1998)

### Littérature pour la jeunesse
- An Bhanríon Bess agus Gusaí Gaimbín (Coiscéim 2007), texte écrit en collaboration avec Ribó
- Mo Scéal Féin xx Púca (Coiscéim 2004), texte illustré par Ribó